# How to Sell Drugs Online (Fast)
How to Sell Drugs Online (Fast) (titulada Cómo vender drogas online (rápido) en Hispanoamérica y Cómo vender drogas online (a toda pastilla) en España) es una serie alemana de comedia-drama emitida en Netflix. La primera temporada se estrenó el 31 de mayo de 2019 en Netflix a nivel global y consta de 6 episodios, además de una segunda y tercera temporadas de 6 capítulos que se estrenaron el 21 de julio de 2020 y el 27 de julio de 2021 respectivamente. La exitosa serie alemana ha vuelto con la cuarta temporada estrenada el 8 de abril de 2025.
La serie está protagonizada por Maximilian Mundt y Anna Lena Klenke, entre otros.
La serie está inspirada en una historia real que tuvo lugar en Leipzig en el año 2015. Maximilian Schmidt, el autor original, fue sentenciado a siete años de prisión.

## Sinopsis
La serie cuenta la historia de dos jóvenes, Moritz Zimmerman y Lenny Sander, residentes de la ficticia localidad alemana de Rinseln, en Renania del Norte-Westfalia, que montan un servicio online de venta de éxtasis con el objetivo de que Moritz reconquiste a su exnovia, Lisa Novak. Utilizando como base para su portal otro sitio web de compraventa de ítems digitales de forma anónima con pagos en criptomonedas, crean una web en la red oscura llamado MyDrugs. Las cosas se tuercen un poco para Moritz y su equipo en el momento en que se asocian con otra empresa que trafica con éxtasis en Holanda.

## Reparto
- Maximilian Mundt es Moritz Zimmermann
- Anna Lena Klenke es Lisa Novak
- Danilo Kamperidis es Lenny Sander
- Damian Hardung es Dan Riffert
- Luna Schaller es Gerda
- Leonie Wesselow es Fritzi
- Bjarne Mädel es Buba
- Hannah Hoekstra es Mia

## Lista de episodios

### Primera temporada (2019)
| N.º en serie | N.º en temp. | Título | Dirigido por   | Escrito por       | Fecha de lanzamiento original |
| ------------ | ------------ | --- | -------------- | ----------------- | ----------------------------- |
| 1            | 1            | «Nerd Today, Boss Tomorrow» «Nerd hoy, jefe mañana»                                                                                       | Lars Montag    | Philipp Käßbohrer | 31 de mayo de 2019            |
| 2            | 2            | «Life's Not Fair, Get Used to It» «La vida no es justa, acostúmbrate a ello»                                                              | Lars Montag    | Philipp Käßbohrer | 31 de mayo de 2019            |
| 3            | 3            | «Failure is Not an Option» «El fracaso no es opción»                                                                                      | Lars Montag    | Philipp Käßbohrer | 31 de mayo de 2019            |
| 4            | 4            | «If This is Reality, I'm Not Interested» «Si esta es la realidad, no me interesa»                                                         | Arne Feldhusen | Philipp Käßbohrer | 31 de mayo de 2019            |
| 5            | 5            | «Score Big or Don't Score at All» «Arriesgate en grande o no te arriesgues»                                                               | Arne Feldhusen | Philipp Käßbohrer | 31 de mayo de 2019            |
| 6            | 6            | «If You Are the Smartest One in the Room, You're in the Wrong Room» «Si eres el más listo de la habitación, te equivocaste de habitación» | Arne Feldhusen | Philipp Käßbohrer | 31 de mayo de 2019            |

### Segunda temporada (2020)
| N.º en serie | N.º en temp. | Título                                                              | Dirigido por   | Escrito por                 | Fecha de lanzamiento original |
| ------------ | ------------ | ------------------------------------------------------------------- | -------------- | --------------------------- | ----------------------------- |
| 7            | 1            | «Think Different» «Piensa diferente»                                | Mia Spengler   | Sebastian Colley, Mats Frey | 21 de julio de 2020           |
| 8            | 2            | «Where Do You Want to Go Today?» «¿Hasta dónde quieres llegar hoy?» | Mia Spengler   | Sebastian Colley, Mats Frey | 21 de julio de 2020           |
| 9            | 3            | «Inspired by Real Life» «Inspirado en la vida real»                 | Mia Spengler   | Sebastian Colley, Mats Frey | 21 de julio de 2020           |
| 10           | 4            | «Buy It. Sell It. Love It.» «Cómpralo, Véndelo, Ámalo»              | Arne Feldhusen | Sebastian Colley, Mats Frey | 21 de julio de 2020           |
| 11           | 5            | «Move Fast and Break Things» «Muévete rápido y rompe cosas»         | Arne Feldhusen | Sebastian Colley, Mats Frey | 21 de julio de 2020           |
| 12           | 6            | «Don't be evil» «No seas malvado»                                   | Arne Feldhusen | Sebastian Colley, Mats Frey | 21 de julio de 2020           |

### Tercera temporada (2021)
| N.º en serie | N.º en temp. | Título                                                                             | Dirigido por   | Escrito por                                                                   | Fecha de lanzamiento original |
| ------------ | ------------ | ---------------------------------------------------------------------------------- | -------------- | ----------------------------------------------------------------------------- | ----------------------------- |
| 13           | 1            | «A single failure, a little slip» «Un solo fallo, un pequeño error»                | Arne Feldhusen | Sebastian Colley, Philipp Käßbohrer, Natalie Thomas, Mats Frey                | 27 de julio de 2021           |
| 14           | 2            | «A misdemeanor, a little trip» «Un delito menor, un viaje corto»                   | Arne Feldhusen | Michael Schilling, Philipp Käßbohrer, Mats Frey, Natalie Thomas               | 21 de julio de 2021           |
| 15           | 3            | «Does this condemn me, lock me away?» «¿Me van a encerrar por esto?»               | Arne Feldhusen | Peter Furrer, Philipp Käßbohrer, Stefan Titze, Natalie Thomas, Mats Frey      | 21 de julio de 2021           |
| 16           | 4            | «Before you turn the key, I have one more thing to say» «Tengo algo más que decir» | Arne Feldhusen | Michael Schilling, Philipp Käßbohrer, Mats Frey, Natalie Thomas, Stefan Titze | 21 de julio de 2021           |
| 17           | 5            | «To make amends, maybe be friends» «Es mejor hacer las paces»                      | Arne Feldhusen | Mats Frey, Stefan Titze, Philipp Käßbohrer, Natalie Thomas                    | 21 de julio de 2021           |
| 18           | 6            | «Everybody gets a second chance» «Todos merecemos una segunda oportunidad»         | Arne Feldhusen | Stefan Titze, Mats Frey, Philipp Käßbohrer, Natalie Thomas                    | 21 de julio de 2021           |